# Chusaris
Chusaris là một chi bướm đêm thuộc họ Erebidae.